# Basket Brescia Leonessa 2011-2012
Questa voce raccoglie le informazioni riguardanti il Basket Brescia Leonessa nelle competizioni ufficiali della stagione 2011-2012.

## Stagione
Il Centrale del Latte Brescia nel 2011-12 ha disputato la Legadue.

## Organigramma
Staff societario
- Presidente: Graziella Bragaglio
- Direttore sportivo: Marco Solfrini
- Direttore generale: Ario Costa

Staff tecnico
- Allenatore: Sandro Dell'Agnello
- Vice allenatore: Massimiliano Giannoni

## Roster
|    | Naz.                                     | Ruolo | Sportivo             | Anno | Alt. |  |  |
| -- | ---------------------------------------- | ----- | -------------------- | ---- | ---- |  |  |
| 4  | Italia (bandiera)                        | AC    | Massimo Farioli      | 1977 | 202  |  |  |
| 5  | Stati Uniti (bandiera)                   | AC    | Ryan Thompson        | 1988 | 200  |  |  |
| 6  | Italia (bandiera)                        | PG    | Rodolfo Rombaldoni   | 1976 | 193  |  |  |
| 7  | Albania (bandiera) · Italia (bandiera)   | G     | Franko Bushati       | 1985 | 188  |  |  |
| 8  | Italia (bandiera)                        | A     | Massimo Rezzano      | 1982 | 203  |  |  |
| 10 | Lituania (bandiera)                      | C     | Deividas Busma       | 1987 | 212  |  |  |
| 12 | Argentina (bandiera) · Italia (bandiera) | AC    | Mario Josè Ghersetti | 1981 | 201  |  |  |
| 16 | Italia (bandiera)                        | G     | Andrea Scanzi        | 1988 | 190  |  |  |
| 19 | Stati Uniti (bandiera)                   | P     | Leemire Goldwire     | 1985 | 183  |  |  |
| 31 | Italia (bandiera)                        | P     | Lorenzo Gergati      | 1984 | 188  |  |  |
| 55 | Serbia (bandiera) · Italia (bandiera)    | P     | Stevan Stojkov       | 1989 | 182  |  |  |